# Hydrolea ovata
Hydrolea ovata är en tvåhjärtbladig växtart som beskrevs av Thomas Nuttall och Jacques Denys Denis Choisy. Hydrolea ovata ingår i släktet Hydrolea och familjen Hydroleaceae. Inga underarter finns listade i Catalogue of Life.